# Belle époque (film)
Belle Époque är en spansk-portugisisk dramakomedi från 1992 i regi av Fernando Trueba.

## Utmärkelser
Filmen utsågs till Bästa internationella långfilm vid Oscarsgalan 1994. Den vann även nio Goyapriser 1993.

## Rollista i urval
- Fernando Fernán Gómez - Manolo
- Jorge Sanz - Fernando
- Maribel Verdú - Rocío
- Ariadna Gil - Violeta
- Miriam Díaz-Aroca - Clara
- Penélope Cruz - Luz
- Gabino Diego - Juanito
- Michel Galabru - Danglard
- Agustín González - Don Luis
- Chus Lampreave - Doña Asun